# District de Janville
Le district de Janville est une ancienne division territoriale française du département d'Eure-et-Loir de 1790 à 1795.

## Composition
Il est composé des 6 cantons suivants :
- Canton de Janville [1] ;
- Canton de Gommerville [2] ;
- Canton d'Orgères-en-Beauce [3] ;
- Canton d'Ouarville [4] ;
- Canton de Sainville [5] ;
- Canton de Voves [6].